# IK Hinden
IK Hinden är en idrottsförening från Åkerlänna i Bälinge socken i Uppsala kommun i Uppland, bildad 25 januari 1939. Klubben utövar fotboll och längdskidåkning.

## Lännaborgs IP
Verksamheten är förlagd till anläggningen Lännaborgs IP i Åkerlänna. Anläggningen består av två gräsplaner (elvannaplan samt sjumannaplan) samt skidspår. Anläggningen invigdes 1962.

## Fotboll

### Kometlaget Hinden
I fotboll gjorde Hinden sig ett namn när man gick obesegrade 48 matcher i rad i seriespelet 1956-1959, vilket utgjorde en tangering av Malmö FF:s svenska rekord. Sviten bröts i en match på Österängens IP när IK Fyris avgjorde i den 89:e matchminuten. Under dessa år avancerade föreningen från division VIII till division V. Målskillnaden dessa säsonger stannade vid 262-30, bara säsongen 1957/1958 skottade laget in 122 pytsar. Laget lockade stundom stor publik, 1962 åsågs exempelvis matchen mot Rex av 800 tappra själar som trotsade snöblåsten på gamla hemmaplanen, Askarbäck. Hinden vann matchen med 4-2 och uppflyttades därmed till division IV. Säsongen 1968 vann Hinden division IV Uppland på bättre målskillnad än Tobo. Seriesegern medförde att föreningen för första gången kvalificerat sig för division III, den då tredje högsta serienivån, motsvarande dagens division I. Laget bestod huvudsakligen av egenfostrade spelare som spelat ihop sedan pojklagsåren.

### Debut i division III och kvalångest
Den första sejouren i division III 1969 innebar höjdpunkter som bortamatcher på Stockholms stadion men slutade likväl med näst sista plats i tabellen och degradering som följd. Efter en andraplats i division IV 1970 bakom Gimo vann Hinden serien 1971 före Tierp, vilket innebar kvalspel till division III. Utmärkta 3-3 på bortaplan mot Valbo (inför 600 åskådare, varav många var tillresta Hindensupportrar) följdes dock av förlust med 0-1 på hemmaplan, varmed uppflyttningen uteblev. Hemmamatchen mot Valbo åsågs av 1 100 åskådare, vilket var nytt publikrekord på Lännaborg. Historien upprepade sig 1972: Hinden fick spela kvalspel efter serieseger men efter att bägge kvalmatcherna mot Åshammars IK slutat 0-0 kunde gästrikeklubben knipa division III-platsen efter 5-3 i straffsparkstävling.
 Upsala Nya Tidning ifrågasatte dagen efter det sportsligt rättvisa i att avgöra kvalspelet medelst straffsparkar, tidiningens krönikör förordade istället att skiljematch tillgreps vid lika resultat.

### Division III för andra gången
Hinden vann 1973 Upplandsfyran för tredje året i följd. Denna gång kunde inget kval hindra de vitklädda upplänningarna enär kvalspelet var avskaffat och laget därmed flyttades upp direkt. Laget placerades i division III Östra Svealand, den enda uppländska klubb som spelade i en högre serie denna säsong var Sirius, som spelade i Allsvenskan. I Hindens serie spelade några av dåtidens verkligt stora klubbar i form av Vesta, Edsbro och Spånga. Laget vann dock endast fyra matcher, förlorade hälften av matcherna, slutade näst sist och åkte därmed ur serien.
Efter nedflyttningen inleddes en generationsväxling när spelare lämnade för andra föreningar eller helt sonika lade av. Det första året i fyran var laget med i toppstriden och slutade trea bakom Söderfors och UIF men 1976 blev spelarförlusterna alltför kännbara, laget slutade sist och gjorde Danmark sällskap ned i division V.

### Hinden på senare år
Efter en tiondeplats i division V Uppland norra 2020 och en niondeplats 2021 åkte Hinden ur division V 2022 efter att ha slutat på sista plats. Därmed nedflyttas klubben till division VI 2023. Serien vanns av lokalrivalen Bälinge IF.

## Längdskidåkning
Skidsektionen blev en egen sektion inom IK Hinden 1972 men föreningen hade bedrivit skidverksamhet långt innan dess. Med stöd från Naturvårdsverket och Bälinge landskommun kunde Hinden färdigställa elljusspår invid Lännaborg vid årsskiftet 1970/1971.